# Колан
Коланът е част от облеклото, предназначен за придържане на облеклото към тялото. Колани са носени от мъжете още по време на бронзовата епоха. Днес се носят на панталони или като украшение.
Изработва се предимно от кожа (изкуствена или естествена) и се носи около кръста. Представлява ивица кожа с ширина от няколко сантиметра, с дупки на единия край и тока на другия край. Токата се изработва от пластмаса или метал. Коланите могат да се регулират, за да отговарят на обиколката на талията на човек. Поради разнообразието в размерите на талиите, коланите се продават с различна дължина. Те обикновено се проектират за мъже или за жени, макар че съществуват и по-прости унисекс модели.